# Frau piramidal

La insostenibilitat geomètrica del progrés d'un esquema clàssic de piràmide.

Un frau piramidal o estafa piramidal és un esquema de negoci en el qual no hi ha una activitat o una inversió real, és a dir, en el qual les empreses no inverteixen en les inversions que diuen que fan, sinó que paguen directament els presumptes beneficis dels inversors amb les aportacions d'altres inversors, de tal manera que se’n queden una part. Això vol dir que perquè el sistema funcioni han d'entrar-hi nous inversors, perquè amb els nous diners paguen als inversors més antics. Tanmateix, a mesura que el sistema creix s'apropa al seu final, ja que arriba un moment que esdevé molt difícil o impossible pagar els antics inversors amb les noves aportacions. Aleshores els qui van muntar el sistema desapareixen amb els diners.
El risc d'un esquema piramidal és que funciona mentre hi hagi nous participants a bastament. Quan la població de possibles participants se satura, els beneficis dels participants originals disminueixen i molts participants acaben sense cap benefici després d'haver finançat els guanys dels primers participants.
Els sistemes piramidals es caracteritzen bàsicament per:
1. Sempre hi ha gent que cobra el que s'ha estipulat. És relativament fàcil pagar als primers inversors, i aquest fet facilita l'entrada de nous inversors en el sistema.
2. Ofereixen una rendibilitats altíssimes, superiors a les que ofereixen altres entitats, la qual cosa suposa un gran atractiu per als inversors.
3. Ofereixen rendibilitats segures, a diferència dels mercats de divises o les inversions en Borsa.
4. Ofereixen un percentatge dels diners a qui introdueixi en el sistema amics i coneguts.
5. La piràmide funciona amb normalitat fins que els creadors desapareixen i el sistema deixa de funcionar totalment. Per norma general, el funcionament no es deteriora, sinó que de cop i volta algun integrant deixa de rebre el pagament i quan vol esbrinar què passa els "inventors" han desaparegut.

Aquests sistemes són considerades estafes i es coneixen per molts altres noms tals com estafes en piràmide, cercles de la plata, cèl·lules de l'abundància o esquemes Ponzi. Són il·legals a molts països com els Estats Units, el Regne Unit, França, Alemanya, el Canadà, Romania, Colòmbia, Malàisia, Noruega, Bulgària, Austràlia, Nova Zelanda, el Japó, Nepal, Filipines, Sud-àfrica, Sri Lanka, Tailàndia, Veneçuela, Iran, la República Dominicana, Espanya, Mèxic, Perú i l'Equador. A Itàlia es consideren legals, ja que no és un delicte tipificat en el Codi Penal, i operen a banda del fisc; per tant, les autoritats no poden intervenir-hi.

## Tipus de piràmides
En les piràmides obertes (p. ex., cèl·lules de l'abundància), els participants coneixen l'estructura del negoci i per això no haurien de donar-se per enganyats. No obstant això, aquestes piràmides funcionen perquè molts participants no són informats del concepte de saturació (excés en l'oferta de productes) i/o no l'entenen —almenys no prou bé, en el millor dels casos— o perquè aposten a estar prou a dalt en la piràmide com per percebre beneficis abans d'aquesta saturació del mercat.
En les piràmides tancades (p. ex., esquema Ponzi), una persona o institució funciona com a amo de la piràmide però es presenta com a mitjancer d'inversions. Així, l'amo de la piràmide rep dels participants aportacions que promet invertir de nou i, al cap d'un temps, retornar la inversió inicial amb molt alts interessos. No obstant això, no existeixen aquestes inversions, sinó que s'utilitzen les aportacions dels últims participants per sumar els interessos i retornar les aportacions als primers participants.
La tornada esperada d'inversió en una piràmide oberta sol ser molt més alta que en una piràmide tancada; generalment entre el 800% i el 900% d'una piràmide oberta contra el 150% - 300% d'una piràmide tancada típica. A mesura que se satura la població objectiu, la tornada serà molta menor de l'esperada i la major part dels participants, sobretot els que ho van fer en últim lloc, hauran perdut totalment la inversió. Les piràmides obertes de molt alt rendiment podrien assimilar-se a apostes no gaire diferents a una loteria, mentre que les piràmides tancades són generalment preses com a estafes o fraus.
Hi ha qui inclou les vendes multinivell com a esquemes piramidals de negocis, ja que els clients d'un producte reben beneficis per captar nous clients; beneficis que poden arribar a ser guanys nets en els quals el client original obté el producte més un guany monetari major que el que ha invertit. Uns altres, en canvi, consideren que, pel fet que té lloc la comercialització d'un producte —sempre que no s'obtinguin beneficis en recomanar a algú que efectivament s'afiliï al sistema però no consumeixi els productes o serveis que es comercialitzen o almenys no en faci comandes—, l'esquema de vendes multinivell no constitueix una piràmide, ja que el client sempre rebrà un "benefici" (el producte o servei) encara que no refereixi nous clients. No obstant això, l'existència d'un producte no és determinant per qualificar una empresa com a piramidal o no. Vegem-ho bé: hi ha sistemes de negocis piramidals ocults darrere d'alguns sistemes multinivell que ponderen l'afiliació al sistema menyspreant el producte que comercialitzen, amb la qual cosa aconsegueixen fer arrelar la falsa creença que —una vegada après a la perfecció el sistema o després d'un llarg procés d'intents fallits— el sistema retribuirà la inversió realitzada. El menyspreu del producte que comercialitzen sovint respon al seu poc valor comercial real, ja sigui per la seva baixa qualitat o perquè hi ha productes de les mateixes característiques a preus molt més competitius.
Per l'alt nivell de fracàs i frau en els negocis multinivell, el Servei Català d'Ocupació no accepta ofertes d'empreses multinivell.

## Principi d'un esquema piramidal

### Piràmide oberta
En una piràmide oberta un participant A és reclutat per un participant anterior B, el qual posseeix una llista de participants previs, p. ex. E-D-C-B. El participant B ha d'assegurar-se que A pagui una quantitat {\displaystyle x} al cap de la llista E, i entrega una nova llista a A, amb el compromís que A recluti dos o tres participants més. En la nova llista s'elimina E, passant D al cap i agregant a A, sent la nova llista D-C-B-A.
La quantitat {\displaystyle x}, la mida de la llista {\displaystyle n} i el nombre de persones que s'ha de reclutar {\displaystyle p} són fixos, i el guany esperat és de {\displaystyle x\cdot p^{n}}, el que implica un retorn esperat de la inversió de {\displaystyle p^{n}\cdot 100\%}.
En l'exemple, amb una llista de quatre participants i cada participant reclutant dues noves persones, la tornada esperada és de 1600%. Si la inversió és de 100 dòlars, la tornada podria ser de 1600 dòlars. Aquesta tornada s'aconsegueix en la mesura en la qual els participants puguin reclutar el nombre assignat de nous participants i no existeixin paranys, com col·locar-se en un lloc més privilegiat de la llista. Això requereix un creixement exponencial que ràpidament saturarà la població objectiu.
En aquest exemple, en una ciutat d'un milió d'habitants on el 10% siguin proclius a participar i assumint que els nous reclutes ocorren a un ritme homogeni, una llista original de quatre participants aconseguirà el topall de població després de pocs nivells.
| Posició | Interacció | Persones en la posició | quantitat per persona | total      | quantitat rebuda | per persona |
| ------- | ---------- | ---------------------- | --------------------- | ---------- | ---------------- | ----------- |
| 1       |            | 1                      | $0                    | $0         | $200             | $200        |
| 2       |            | 1                      | $0                    | $0         | $400             | $400        |
| 3       |            | 1                      | $0                    | $0         | $800             | $800        |
| 4       |            | 1                      | $0                    | $0         | $1600            | $1600       |
| 5       | 1          | 2                      | $100                  | $200       | $3200            | $1600       |
| 6       | 2          | 4                      | $100                  | $400       | $6400            | $1600       |
| 7       | 3          | 8                      | $100                  | $800       | $12 800          | $1600       |
| 8       | 4          | 16                     | $100                  | $1600      | $25 600          | $1600       |
| 9       | 5          | 32                     | $100                  | $3200      | $51 200          | $1600       |
| 10      | 6          | 64                     | $100                  | $6400      | $102 400         | $1600       |
| 11      | 7          | 128                    | $100                  | $12 800    | $204 800         | $1600       |
| 12      | 8          | 256                    | $100                  | $25 600    | $409 600         | $1600       |
| 13      | 9          | 512                    | $100                  | $51 200    | $819 200         | $1600       |
| 14      | 10         | 1024                   | $100                  | $102 400   | $1 638 400       | $1600       |
| 15      | 11         | 2048                   | $100                  | $204 800   | $3 276 800       | $1600       |
| 16      | 12         | 4096                   | $100                  | $409 600   | $3 446 200       | $841        |
| 17      | 13         | 8192                   | $100                  | $819 200   | $0               | $0          |
| 18      | 14         | 16 384                 | $100                  | $1 638 400 | $0               | $0          |
| 19      | 15         | 32 768                 | $100                  | $3 276 800 | $0               | $0          |
| 20      | 16         | 34 462                 | $100                  | $3 446 200 | $0               | $0          |
| 21      | 17         | 0                      |                       | $0         | $0               | $0          |

En total, de 100.000 participants, 4.095 perceben el valor esperat (4.098 amb els tres caps originals de la llista que saben que percebran menys dels 1.600 dòlars), 4.096 persones perceben menys de l'esperat i 91.806 no perceben res.
Com més gran sigui la tornada esperada, més ràpid es pot saturar a la població objectiu. No obstant això, l'esquema pot funcionar durant algun temps major al nombre d'interaccions previstes perquè no tot el reclutament esdevé al mateix ritme, molts dels beneficiats reinverteixen i, a vegades, alguna llista pot saltar a altres poblacions.

### Piràmide tancada
Una piràmide tancada té un gestor o amo que administra tots els pagaments. L'esquema subjacent és similar a una piràmide oberta, on els nous clients paguen els guanys dels clients anteriors però amb algunes diferències.
1. Els clients no saben que són participants d'una piràmide encara que podrien sospitar i, igual que un participant d'una piràmide oberta, decidir participar per l'expectativa de guanys abans que la piràmide es faci fallida. Generalment, l'amo de la piràmide ven la idea que hi ha una inversió de molt alta rendibilitat darrere del negoci.
2. Les quantitats no són necessàriament fixes, ni el nombre de referits (reclutats), ni la grandària de la llista; però, comparant-ho al model de la piràmide oberta clàssica, és equivalent a una llista curta amb un nombre curt de referits necessaris. Això garanteix menors rendiments encara que, d'altra banda, garanteix que la població no se saturi ràpidament.
3. El gestor o amo de la piràmide pren una part important de les quantitats percebudes abans de pagar als inversors anteriors.

En un esquema similar a la piràmide oberta amb {\displaystyle n=2} i {\displaystyle p=2}, per cada $100 invertits el client podria esperar 400 dòlars. No obstant això, la promesa del gestor de la piràmide és retornar 300 dòlars. Si les mateixes 100.000 persones inverteixen 100 dòlars cadascuna, prop de 16.383 persones reben quantitats similars a les promeses (300 dòlars), unes 16.384 reben una quantitat inferior però amb guanys i 67.233 ho perden tot, mentre que el gestor guanya $2.500.000.
No obstant això, l'esquema pot funcionar per un major temps que l'esperat en una piràmide oberta per diversos motius, que inclouen:
1. La tornada de la inversió pot ser similar a inversions legítimes com el mercat accionista o l'especulació de divises, la qual cosa permet que persones que no participarien normalment en una piràmide siguin temptades per un negoci.
2. Monopoli de la informació. El gestor de la piràmide és l'únic que sap que es tracta d'una piràmide i pot justificar tornades inferiors als promesos a causa de fluctuacions del mercat en la suposada inversió.
3. Més inversors estan interessats a reinvertir i a invertir cada vegada majors valors.

## Escàndols

### Xile
A Xile, esquemes tipus piràmide es van difondre entre la classe mitjana, principalment a la classe mitjana/alta de la ciutat de Concepción on, a la fi de 2007, va començar a expandir-se amb sumes d'un milió de pesos xilens (uns US$2200) i que després, el gener de 2008, es degradaria amb sumes inferiors a l'abast de la classe mitjana/baixa.
També es considera com una forma d'estafa piramidal l'anomenada Estafa dels formatgets, on centenars de persones fabricaven de manera artesanal aquest producte per vendre'l a suposats exportadors que, al seu torn, els vendrien a l'estranger, la qual cosa no va ocórrer mai.

### Colòmbia
Al novembre de 2008, un esquema piramidal va causar una crisi econòmica en el sud de Colòmbia.
Segons dades de l'Observatori Econòmic de Pasto, un document que semestralment elabora la Cambra de comerç de San Juan de Pasto, amb ajuda d'altres entitats, va revelar que, en el primer semestre de 2008, el Departament de Nariño va baixar la seva productivitat en un 4,1% igual que el consum, especialment en queviures, abarrotis, licors i, en general, la indústria agroalimentària. La qual cosa es presumeix que és a causa del fenomen de les piràmides (especialment Proyecciones D.R.F.E. i DMG) amb una gran activitat en aquest Departament. Això és, segons que s'explica, per l'escassetat de treballadors en el camp, ja que van preferir guanyar el seu sosteniment per mitjà de les piràmides abans que treballar (Setmana "La història de com va caure DRFE, la primera fitxa del dòmino").
| Piràmide                      | Número d'afectats | Quantitat frau                               | Promesa |
| ----------------------------- | ----------------- | -------------------------------------------- | --- |
| Proyecciones D.R.F.E.         | 6 milions         | 2 bilions de pesos                           | 70% d'interès mensual, però en el mes de setembre pujaren a un 150% mensual. Mínim per invertir: 2 milions.                                                                       |
| David Murcia Guzmán DMG       | 500 mil           | Ingressos de 72 mil milions de pesos en 2007 | Pagament d'interès de fins a 150% en sis mesos. S'ingressa comprant una targeta prepagament de 50 mil pesos a 50 milions de pesos i subministrant telèfons d'almenys 3 reclutats. |
| María Rojas - Pasto           | No Disponible     | 70 mil miliones de pesos                     | D'un milió, es pagava $700.000 cada 15 dies hàbils, per 4 vegades, i es descomptava per cada milió de pesos el deu per cent que el client rebia en productes coneguts.            |
| Futuro en Red - Wilson Obando | 80 mil persones   | 5 mil milions                                | Aportar 50 mil pesos per rebre 4 milions en 8 mesos. |
| MultiInversiones de los Andes |                   | 5 mil milions                                | No disponible |
| Red Line                      |                   | 10 mil milions                               | |

#### Llista d'algunes piràmides il·legals
- Proyecciones D.R.F.E.[6]
- PrestaMitos (Grupo Esdinero) 2010[11]
- Telexfree

#### Legislació colombiana
Des de 1982 es processa a Colòmbia la captació massiva i habitual de diners com a delicte penal per part de persones o companyies no autoritzades. És a dir que tota persona o institució que presti serveis financers ha d'estar autoritzada per la Superintendencia Financera, o incorrerà en un delicte. Aquesta tipificació s'ha pretès aplicar als esquemes Ponzi i, fins i tot, a les piràmides obertes.
Arran de l'escàndol deslligat per DFRE al novembre de 2008, el govern va decretar un estat d'emergència social i, sota aquest, va emetre decrets que autoritzaren la Superintendencia de Comerç a intervenir i tancar empreses que es considerin sospitoses de captar diners del públic, prestar diners a usura o rentar diners, entre altres delictes financers.

### Espanya
A Espanya hi ha hagut diferents tipus de piràmides. Les últimes conegudes han estat les cèl·lules de l'abundància, sistema basat en la solidaritat entre les persones que prometia alts rendiments. Quan l'argúcia es va desmuntar, els que havien cobrat van desaparèixer i així van deixar milers de persones sense els seus diners.
Sistemes més sofisticats, però basats en el mateix engany, han estat El arca de Noé i Krisol universal. Aquest últim es dedica a convèncer incauts que regalin 300 euros per canviar el món i, de pas, omplir les butxaques dels creadors (alguns dels quals sembla que són els mateixos que els d'"El arca de Noé").
En Espanya els esquemes de piràmide van funcionar amb el nom de cèl·lules de l'abundància. El primer frau piramidal del qual es té notícia s'atribueix a Baldomera Larra Wetoret, filla de l'escriptor espanyol Mariano José de Larra. Cap als anys setanta del segle xix, va iniciar les seves operacions, prometent al que li deixava una unça d'or que en un mes la hi retornaria duplicada. Operava a la vista de tots pagant un 30% mensual amb els diners que li donaven els nous impositors. Es va dir que va arribar a recaptar 22 milions de reals i el reconegut escriptor Juan Eduardo Zúñiga xifra els afectats en 5000. La seva fama va transcendir fronteres, com ho demostren periòdics de llavors com Le Figaro de París i L'Independance Belge de Brussel·les. La fallida va sobrevenir al desembre de 1876 quan ella va desaparèixer amb tots els diners que va poder, encara que dos anys més tard va ser detinguda a França i va ser condemnada a sis anys de presó el 26 de maig de 1879.
A Barcelona van estar molt actives a la fi de 2007 i a Las Palmas de Gran Canaria a mitjan 2008. També van arribar a Madrid, Andalusia, Tenerife i a altres llocs.
Altres casos de similars característiques a Espanya van ser Sofico (1974), Fidecaya (1982), Gescartera (2001) i Finanzasforex.com (2009). Però la de major repercussió va ser l'anomenada "estafa filatèlica": el 9 de maig de 2006 van ser intervingudes dues institucions, Fórum Filatélico i Afinsa, acusades d'una presumpta estafa que va deixar sense els seus estalvis a més de 465 000 clients; i que va causar un forat patrimonial superior als 4666 milions d'euros. Les empreses venien segells sobrevalorats a persones confisques i després els recompraven per una quantitat lleugerament superior. No obstant això, els segells no es revaloritzaven realment.
L'Ordenació de Comerç Minorista va prohibir "proposar l'obtenció d'adhesions o inscripcions amb l'esperança d'obtenir un benefici econòmic relacionat amb la progressió geomètrica del nombre de persones reclutades o inscrites".

### Estats Units
L'11 de desembre de 2008 va ser detingut Bernard Madoff, financista nord-americà acusat d'una estafa multimilionària. L'estafa podria ser el major frau conegut fins al moment; cinc vegades superior, per exemple, als de WorldCom o Enron. Madoff era propietari de Bernard L. Madoff Investment Securities i d'una altra signatura d'assessorament d'inversions, la qual seria la implicada en el frau. Si bé Madoff deia que tenia una "estratègia patentada", es presumeix que utilitzava un sistema del tipus de l'esquema Ponzi: usar els diners dels inversors nous per pagar als vells.

### Guatemala
Les estafes de part de financeres “fantasmes” no són res nou a Guatemala. En 1994, Autocasa, Gilsar, Afín S.A. i, més recentment, Inversiones Prime S.A. i Inversiones Quetzal, van arrabassar els estalvis de molts guatemalencs, que van creure en els seus oferiments d'altes taxes d'interès. Els amos d'aquestes entitats mercantils van desaparèixer, tan misteriosament com van sorgir, i van deixar una seqüela de fallides familiars i fins i tot empresarials.